# Malesco
Malesco (piemontiul: Malesch) település Olaszországban. Lakosainak száma 1374 fő. Malesco Cossogno, Craveggia, Santa Maria Maggiore, Trontano, Villette, Re és Valle Cannobina községekkel határos.

## Népesség
A település népességének változása:

| 2017 | 1 424 |
| 2018 | 1 416 |